# Koritno izvir - izliv v Savo Dolinko
Koritno izvir - izliv v Savo Dolinko este o arie protejată (arie specială de conservare — SAC, sit de importanță comunitară — SCI) din Slovenia întinsă pe o suprafață de 3,32 ha, integral pe uscat.

## Localizare
Centrul sitului Koritno izvir - izliv v Savo Dolinko este situat la coordonatele 46°21′20″N 14°08′29″E / 46.3555°N 14.1415°E.

## Înființare
Situl Koritno izvir - izliv v Savo Dolinko a fost declarat sit de importanță comunitară în aprilie 2004 pentru a proteja 1 specie de animale. Situl a fost protejat și ca arie specială de conservare în februarie 2012.

## Biodiversitate
Situată în ecoregiunea continentală, aria protejată conține 2 habitate naturale: Mlaștini calcaroase cu Cladium mariscus și specii de Caricion davallianae, Izvoare petrifiante cu formare de travertin (Cratoneurion).
La baza desemnării sitului se află o specie protejată de  nevertebrate: Austropotamobius torrentium.